# Assur-shaduni
Assur-shaduni, rey asirio (1473 a. C.) del llamado Imperio Antiguo.
Hijo y sucesor de Nur-ili. Reinó únicamente un mes, siendo destronado por su tío Assur-rabi I. No conocemos ningún hecho de su reinado.
| Predecesor: Nur-ili | Rey de Asiria 1473-1473 a. C. | Sucesor: Assur-rabi I |